# Francisco Manuel Díaz
Francisco Manuel Díaz Fernández (Granada, 24 de diciembre de 1942) es un guitarrista de flamenco y lutier español, considerado uno de los más importantes constructores de guitarras del panorama español.

## Biografía
Nació en Granada y se crio en la plaza de las Pasiegas, coincidiendo desde niño con Enrique Morente, quien sería un amigo personal durante toda la vida. Desde muy joven, ingresó como aprendiz en el taller del maestro guitarrero Eduardo Ferrer, de quien se considera uno de sus más directos discípulos. En la actualidad, Francisco Manuel Díaz, ha dejado en herencia a sus dos hijos: Francis y Víctor, el conocimiento adquirido en su juventud, y ambos son igualmente constructores de guitarras. Una vez instituido como guitarrero profesional, comienza a tocar sus primeros acordes flamencos y a desarrollar otra faceta artística fundamental en su vida: la de guitarrista flamenco. 

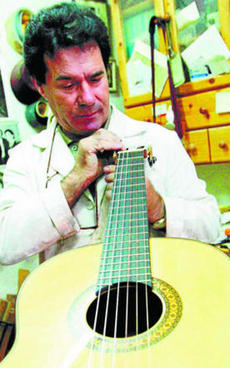
Francisco Manuel Díaz en su taller de la cuesta de Gomérez

Trabajó en la cueva de La Faraona, del Sacromonte granadino, formando parte del elenco artístico de la misma durante los años setenta. Fue compañero por aquellos entonces de artistas como Cobitos, Juanillo 'El Gitano', Pepe Albayzín, Antonio Cuevas 'El Piki', Curro Andrés o Chanquete, entre otros muchos. De igual forma, Francisco Manuel Díaz es uno de los socios fundadores más antiguos de la Peña Flamenca La Platería de Granada. Formó parte de su junta directiva durante los años 80 y continúa estando especialmente vinculado a dicha entidad. 
A lo largo de su trayectoria artística ha acompañado a figuras como Fosforito, Fernanda de Utrera, Chano Lobato, Enrique Morente, Eva 'La Yerbabuena', Manuel Liñán, José de la Tomasa, Cobitos, Manuel Ávila y un largo etcétera. Destaca en su acompañamiento la sobriedad y el profundo conocimiento del cante. Ha viajado por distintos países de Europa con su toque y ha cosechado amistad con figuras de la música flamenca como Manolo Sanlúcar, Paco de Lucía o Juan Habichuela.
Este conocimiento lo llevan a ser constantemente preguntado por distintas instituciones para asesorarse. Ha sido jurado de prestigiosos concursos de guitarra y cante flamenco, y ha expuesto su trabajo guitarrístico en la Bienal de Sevilla, entre otros lares. Una de las facetas más curiosas de Francisco Manuel Díaz, es la de "padrino" , de esta forma ha bautizado con los nombres artísticos a Eva 'La Yerbabuena' y Manuel Liñán, entre otros.
Han sido numerosas las entrevistas que se le han realizado en diversos medios. Recientemente, al aproximarse a la edad de 70 años, el cantaor y crítico de flamenco Juan Pinilla, publicó la siguiente crónica en el diario Granada Hoy: 

Pertenece a la misma generación de Bob Dylan, con el que a penas se lleva unos meses, pero a diferencia de su compañero estadounidense, las guitarras que fluctúan en su biografía no son metálicas, si no de madera. Pero comparte con Dylan varios aspectos en común: ambos son hijos de posguerra, amantes de la literatura y antibélicos. 

Francisco Manuel Díaz, uno de los más entrañables personajes del mundo del flamenco granadino, andaluz y nacional, cumple setenta años. Nació un 25 de diciembre del año 1942. Además de un destacado guitarrista de acompañamiento es uno de los más prestigiosos guitarreros que ha dado esa prolífica escuela de constructores de guitarras que amaneció en esta ciudad a principios del siglo XX. Con 16 años entró de aprendiz en el taller del maestro Eduardo Ferrer, donde estuvo varios años, antes de pasar al de Manuel de la Chica, con quien aprendió durante otro tiempo. 
Cuando se consideró capacitado para construir por su cuenta, se instaló en el Carril de San Nicolás. Con posterioridad se afincaría en la Calle San José Alta, hasta trasladar su taller definitivamente al número 29 de la Cuesta de Gomérez. Sus guitarras, verdaderas obras de arte, son adquiridas por algunos de los guitarristas más destacados de la reciente historia del flamenco. 
Sus recitales y sus acompañamientos al cante y al baile son inabarcables para realizar una biografía escrupulosa del personaje. En sus primeros tiempos participó en festivales repartidos por toda la geografía, grabó discos, colaboró en películas y fue uno de los más activos socios de la Peña de La Platería. Viajó por Francia, Alemania, Suiza, Bélgica, Rusia, Corea o Italia. 
Entre 1980 y 1990 graba varios discos y viaja a Polonia donde imparte recitales acompañando a Paco Moyano. El Ministerio de Cultura lo reclama para organizar la parte flamenca del contexto cultural que conllevó la entrada de España en el Mercado Común Europeo. Participó en los espectáculos En la Platería, y ha dirigido otros como Duquela Pura, Flamencos Andaluces y Sentimiento Andaluz. 
Ha acompañado a algunos de los artistas más conocidos de la historia del flamenco, entre los que podemos destacar a Antonio Mairena, Tía Anica La Piriñaca, Cobitos, Manuel Ávila, Fosforito, Menese, Enrique Morente... Amigo de todas las grandes figuras, bautizó artísticamente con sus nombres a Eva La Yerbabuena y el también bailaor Manuel Liñán. 

Continúa su labor de constructor, y acompañante eterno en numerosos festivales, especialmente benéficos, donde su solidaridad se pone al servicio de cualquier noble causa. Parece tocado por alguna varita del tiempo que lo mantiene con el semblante intacto, y a diario se le puede visitar en su taller de Gomérez donde escucha cante flamenco y construye, rodeado de fotografías y recuerdos que son parte de lo que ha sido su trayectoria artística y humana: una de las más prolíficas de la historia del flamenco de la segunda mitad del siglo XX. Va por usted, maestro.

Actualmente, continúa construyendo guitarras en su taller de la cuesta de Gomérez número 29, y siendo un asiduo tocaor en festivales flamencos. 
- Datos: Q5866633
- Multimedia: Francisco Manuel Díaz / Q5866633